# Литлрок (Калифорнија)
Литлрок (енгл. Littlerock) насељено је место без административног статуса у америчкој савезној држави Калифорнија.

## Демографија
По попису из 2010. године број становника је 1.377, што је 25 (-1,8%) становника мање него 2000. године.
| Група             | 2000.       | 2010.       |
| Белци             | 758 (54,1%) | 489 (35,5%) |
| Афроамериканци    | 67 (4,8%)   | 75 (5,4%)   |
| Азијати           | 3 (0,2%)    | 24 (1,7%)   |
| Хиспаноамериканци | 557 (39,7%) | 745 (54,1%) |
| Укупно            | 1.402       | 1.377       |